# سحر الحب
هو مسلسل مكسيكي مدبلج من بطولة ويليام ليفي (ممثل) وجاكلين برانتموس، وعرض على قناة أبو ظبي الأولى وتتحدث قصته عن برونو الذي يكره أخاه اليجاندرو غير الشقيق ويريد أخذ أموالهُ منه وأخذ الفتاة ماريا والشركة التي تركها أباهما لهما.

## القصة
ماريا هي فتاة قروية شابة كانت دائمة الحلم في زفافها الوهمي مع حبيبها Alejandro Lombardo ، دون الشك أنه Alejandro و لكن وفي الحقيقة هو Bruno الأخ غير الشقيق ل Alejandro الذي يملك مالا كثيرا وذلك بسبب الورثة . فبعد أن استولى على مال أخيه غير الشقيق، Bruno أعد خطة جهنمية لتخلص من Alejandro وهي كالتالي : الزواج ب Maria José على أساس أنه Alejandro وقتل المسكين Alejandro بعد أخد كل ماله. Bruno كان شديد الثقة أن Maria José مغرمة بهِ ولكن بالحقيقة هي مغرمة بأخيه غير الشقيق، ولكن هذا لم يكن الأهم بالنسبة إليه، فالأهم هو أن Maria José سوف تعطيه كل المال الذي هو في حاجة إليه بعد الزواج، Bruno عاد إلى بيته في Mérida وطلب من أعوانه قتل أخيه غير الشقيق Alejandro . Alejandro تعرض إلى حادثة سير والذي دبره Bruno الذي ظن أنه تخلص من أخيه، ولكن في الحقيقة أن أحد من سكانا من القرية وجد في حالة يرثى لها ونقلوه إلى المستشفى. ظن Bruno أن خطته قد نجحت تماما، وقد اعتقد الزواج بين Alejandro و Maria-José قد انتهى بفضله هو . Victoria والدة Bruno تتصل ب Maria José وتعلمها بأن زوجها Alejandro قد مات في حادثة سيارة، فشدت الفتاة المسكينة بالحزن الشديد، فسارت الفتاة الجميلة إلى Mérida لتحضر جنازة زوجها المزعزم، وفي ذلك الحين كان Bruno يستعد للعودة إلى القرية حيث تعيش الفتاة الشابة ويقول الحقيقة إلى Don Pedro ، والد Maria José . وهدده، Bruno أرغم Don Pedro ليكون شريكه في جريمة القتل. بعد وقت قليل يتقدم Bruno لمعرفة Maria José وذلك بعد إقناعها بإعطاءه ورثها، باعتبارها المرأة المظلومة في كل هذه القصة . Bruno يتبعها إلى zaceو يرجعها إلى المدينة مرة أخرى، ويعلمها ان حياة والدها مرهونة بمساعدتها. في عودته إلى Mérida تفاجأ Bruno أن أخوه الصغير مازال على قيد الحياة ...
Victoria تظن أن Alejandro متزوج في السر، وذلك بسبب أنه كان نوعا ماحبيب Maura ، ومع الأيام زادت شكوكها ولكن للآسف أن Alejandro لم يتذكر زواجه الرائع وذلك بسبب الحادث الذي تعرض إليه ...
Alejandro وجد Maria José جذابة جدا، وهي بدورها حاولت أن تنتظر عودة ذاكرته مرة أخرى، فقد كانت تعامله بلطافة.
Maria José بدأت تسعر أنها بدأت تحب Alejandro ، و ضميرها لا يتركها وشأنها، حيث كانت تشعر بالغيرة يوما بعد الآخر، بما أنه أصبح أقل عدوانية .Alejandro بدأ يتذكر حياته الماضية وفي ذلك الوقت طلبت منه Maria José الطلاق، ولكن الحقيقة كانت أن Alejandro لم يكن زوجا لها بل كان Bruno ذاك .
الآن أصبحت Maria José تعرف شر Bruno و تعلم كذلك أنه مستعد لفعل المستحيل من أجل المال، فهل سوف تسمح له بتدمير حياتها وهي تعلم أن حياة Alejandro مرهونة بها وبقول الحقيقة ...

## الأدوار
| الممثل               | الدور              | المدبلج      | الشخصية                                                     |
| -------------------- | ------------------ | ------------ | ----------------------------------------------------------- |
| ويليام ليفي          | اليخاندرو لومباردو | قصي قدسية    | الفتى الوسيم الذي الغني وضحية prono.                        |
| جاكلين براكامونتاس   | ماريا خوسيه        | رنا شميس     | فتاة شابة جميلة وفقيرة وساذجة وقعت بكذبة prono.             |
| دافيد زيبيدا         | برونو              | مالك محمد    | الفتى الشرير الذي يحاول قتل اخيه ليحصل على النقود.          |
| دانيلا رومو          | فيكتوريا           | صفاء رقماني  | امراة رائعة وهي ام prono و ruaqel و ام alijandro من غير اب. |
| غابريل سوتو          | فيرناندو           | رافت بازو    | صديقalijandro الوفي وحب victoria.                           |
| شانتيل اديري         | راكيل              | رنا زرقا     | ابنت victoria.                                              |
| ويندي جونزاليز       | باولا              | غدير الشعشاع | اخت maria josih                                             |
| آنا بريندا كونتريراس | مورا               |              | حبيبة alijandro السابقة.                                    |
|                      | بيدرو              | علي قاسم     | اب maria josih.                                             |
|                      | شوشو               | محمد خيماشو  | القروي الذي يساعد slijandro                                 |
| جوليان غيل           | أوليسيس            |              | صديق ruaqel ويحب أخت التؤام لmaria josih                    |

## طاقم العمل
- مغني الاغنية : Il Divo
- الحان : Denisse de Kalafe
- مكياج : Julieta Nápoles-Jenny Vázquez-Raquel Hernández-Elisa Anaya
- مصففوا الشعر : Irenen Pérez-Teresa Rodríguez-Emma Luna-Arturo Gómez
- اختيار شخصيات المسلسل : Berenice Robles
- مصمم فوتوغرافي : Luis Valdez
- مهندس التصوير : Javier Aguilar-Oliver Monroy Pedro-Alejandro Flores Juan-Ramó Sánchez
- الصوت : Antonio Moreno
- الإضاءة : Arturo Reyes-Raúl Baños Arturo Aguilar-Epifanio Jiménez-Alfredo Galindo
- التصوير : David Rivas-Alejandro Áviles-Rodolfo Real-José Juan Calzada
- مصمم الأزياء : Ana Laura Miranda-Dolores Gómez
- مدير الإنتاج : Graciela Valdivia
- تنسيق الإنتاج : Maricruz Castañon-Lili Moyers
- المنتج المنفذ : Carla Estrada
- مسؤلي الموسيقى : Denisse de Kalaffe-Lorena Tassinari-Jesús Blanco

## وصلات خارجية
- سحر الحب على موقع IMDb (الإنجليزية)
- سحر الحب على موقع فيلمافينيتي (الإسبانية)
- سحر الحب على موقع كينوبويسك (الروسية)
- سحر الحب على موقع قاعدة بيانات الفيلم (الإنجليزية)